# Asus Tinker Board
Asus Tinker Board je jednodeskový počítač vyráběný společností Asus od roku 2017. Jeho velikost a rozložení pinů jsou navrženy s ohledem na kompatibilitu s druhou a třetí generací Raspberry Pi.
První verze obsahuje SoC Rockchip RK3288 s 32bitovým čtyřjádrovým procesorem ARM Cortex-A17 běžícím na 1,8 GHz, 2 GB RAM, gigabitový Ethernet a HDMI výstup pro 4k video.